# Romulus Augustus

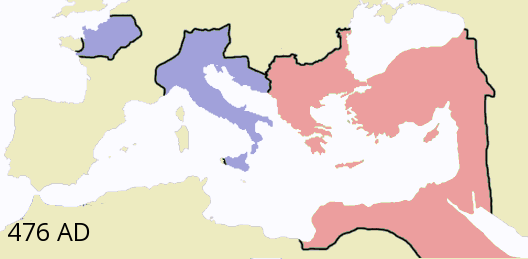
Bản đồ Đế chế Tây La Mã và Đế chế Đông La Mã vào năm 476.

Romulus Augustus (khoảng năm 461/463 - sau năm 476, trước năm 488) là vị Hoàng đế cuối cùng của Đế chế Tây La Mã, trị vì từ ngày 31 tháng 10 năm 475 đến ngày 4 tháng 9 năm 476. Việc ông bị phế truất bởi Odoacer, một thủ lĩnh bộ tộc German, đã đánh dấu sự kết thúc của Đế quốc Tây La Mã, sự sụp đổ của La Mã cổ đại, và bắt đầu của thời Trung cổ ở Tây Âu.
Ông cũng được biết đến với biệt danh "Romulus Augustulus", mặc dù ông đã cai trị chính thức như Romulus Augustus. Hậu tố Ulus- trong tiếng Latin có nghĩa là một thứ gì nhỏ bé, vì vậy, danh hiệu Augustulus có nghĩa là "Augustus Nhỏ". Một số nhà văn Hy Lạp thậm chí còn đi xa như vậy đã sửa đổi sai lạc tên của ông để châm biếm thành "Momylos", hoặc "nỗi ô nhục nhỏ".
Các nguồn sử liệu chỉ đưa ra một vài chi tiết về tiểu sử của Romulus. Ông được cha mình là Orestes, một magister militum (Tổng tư lệnh quân đội) đưa lên ngôi sau khi truất phế hoàng đế Julius Nepos. Romulus, lúc đó hãy còn là một đứa trẻ, đã làm một vị vua bù nhìn cho một thực tế là cha ông trị vì. Chỉ làm vua trong 10 tháng, Romulus sau đó đã bị thủ lĩnh bộ tộc German là Odoacer hạ bệ và bị chuyển tới sống ở Lucullanum Castellum tại Campania, sau đó ông biến mất khỏi các sử liệu.

## Tiểu sử
Cha của Romulus, Orestes là một công dân Roma, khởi đầu từ Pannonia, từng đảm nhiệm chức vụ thư ký và nhà ngoại giao cho Attila người Hung, sau đó dần dần thăng lên các cấp bậc cao trong quân đội La Mã. Vị hoàng đế tương lai mang tên Romulus sau khi ông ngoại của ông, một viên quý tộc đến từ vùng Poetovio ở tỉnh Noricum. Nhiều sử gia đã ghi nhận sự trùng hợp ngẫu nhiên khi vị hoàng đế cuối cùng của Đế chế Tây La Mã lại mang cùng tên Romulus, người sáng lập huyền thoại và vị vua đầu tiên của Roma, và Augustus, vị hoàng đế đầu tiên của Đế chế La Mã.
Orestes được Julius Nepos bổ nhiệm làm magister militum (thống lãnh quân đội) vào năm 475. Ngay sau khi được bổ nhiệm, Orestes phát động một cuộc nổi loạn và chiếm giữ Ravenna (thủ đô của Đế chế Tây La Mã từ năm 402) vào ngày 28 tháng 8 năm 475, Nepos trốn sang Dalmatia, nơi chú ông đang cai trị một quốc gia bán tự trị vào những năm 460. Tuy nhiên, Orestes lại từ chối trở thành hoàng đế vì "một vài do bí mật", theo sử gia Edward Gibbon cho biết. Thay vào đó, ông sắp đặt cho con trai ông là Romulus lên ngôi hoàng đế vào ngày 31 tháng 10 năm 475.
Đế chế mà họ cai trị đã bị thu hẹp lại đáng kể so với 80 năm trước, uy quyền của Đế chế đã phải rút lui về biên giới Ý và một phần miền nam Gaul, Ý và Gallia Narbonensis. Tương tự như vậy, Đế chế Đông La Mã, một bản sao của Tây La Mã cũng chỉ đóng vai trò như một quốc gia ủng hộ về mặt danh nghĩa. Hoàng đế Đông La Mã Leo, người đã qua đời vào năm 474, đã bổ nhiệm Anthemius và Julius Nepos lần lượt từng người một làm hoàng đế Tây La Mã, và Constantinopolis chưa bao giờ công nhận chính quyền mới. Cả Zeno hoặc Basiliscus, hai vị tướng chiến đấu vì tranh giành ngôi hoàng đế Đông La Mã trong thời gian Romulus lên ngôi vua, đều không chấp nhận ông là người cai trị Đế chế Tây La Mã.
Ủy nhiệm thay cha mình, Romulus thiếu quyết đoán và chẳng để lại chiến công hay thành tích nào cho đế chế, mặc dù đồng tiền mang tên ông được đúc tại Rome, Milan, Ravenna và Gaul. Một vài tháng sau khi Orestes lên nắm quyền, một liên minh lính đánh thuê của người Heruli, Sciri và Turcilingi yêu cầu ông cấp cho họ một phần ba đất đai ở Ý. Khi Orestes từ chối, các bộ lạc nổi dậy dưới sự lãnh đạo của thủ lĩnh người Sciri là Odoacer. Orestes bị bắt và bị hành quyết ngay lập tức ở gần Piacenza vào ngày 28 tháng 8 năm 476.
Odoacer nhanh chóng tiến về Ravenna, chiếm giữ thành phố và vị hoàng đế trẻ tuổi. Romulus buộc phải thoái vị ngôi vua vào ngày 4 tháng 9 năm 476. Hành động này đánh dấu sự kết thúc của Đế chế Tây La Mã, mặc dù sự kiện phế truất Romulus đã không gây ra bất kỳ sự gián đoạn nào đáng kể vào thời điểm đó. Rome đã bị mất quyền bá chủ của mình đối với các tỉnh, người German thống trị quân đội La Mã và các tướng German như Odoacer đã nắm giữ thực quyền từ lâu đằng sau ngai vàng. Nước Ý càng bị tàn phá lớn hơn vào thế kỷ sau, khi Hoàng đế Đông La Mã Justinian đem quân tái chinh phục.
Sau khi Romulus thoái vị, Viện nguyên lão La Mã, thay mặt Odoacer, đã gửi đại diện sang cho Hoàng đế Đông La Mã là Zeno. Zeno được Viện nguyên lão yêu cầu chính thức tái hợp hai nửa của Đế chế: "Phía Tây không cần một vị Hoàng đế của riêng nó mà chỉ cần một vị vua đủ để đáp ứng cho thế giới". Đồng thời họ còn yêu cầu Zeno phong Odoacer làm Patricianus (tước hiệu quý tộc), và quản lý nước Ý theo tên Zeno. Zeno nhấn mạnh rằng Viện nguyên lão phải có tính hợp pháp và yêu cầu đầu tiên là để Julius Nepos lên ngôi vua một lần nữa, cuối cùng Zeno cũng chấp nhận yêu cầu của họ. Odoacer sau đó cai trị nước Ý mang tên của Zeno.

## Sau khi thoái vị

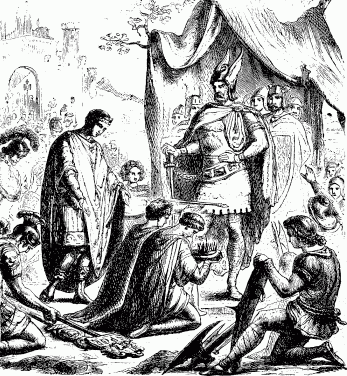
Romulus Augustus nhường lại ngôi vua cho Odoacer

Số phận cuối cùng của Romulus sau đó ra sao thì không ai biết được. Theo như cuốn Anonymus Valesianus viết Odoacer "tỏ lòng thương hại cho vị hoàng đế trẻ tuổi này" nên đã tha mạng cho Romulus và ban cho nhà vua một khoản trợ cấp hàng năm gồm 6.000 solidi trước khi gửi ông đến sống với người thân tại Campania. Tuy nhiên theo lời học giả Jordanes và Bá tước Marcellinus cho biết, Odoacer đã lưu đày Romulus đến Campania, và à không đề cập đến bất kỳ phần thưởng từ vị vua người Đức này.
Một số nguồn sử liệu khác không đồng ý rằng Romulus đã tới cư trú tại căn biệt thự ở Luculla, một lâu đài cổ bắt đầu được xây dựng bởi Lucullus tại Campania. Từ đây, lịch sử đương thời rơi vào im lặng. Trong tác phẩm sử học Lịch sử sự suy tàn và sụp đổ của Đế chế La Mã, tác giả Edward Gibbon có ghi chú rằng các môn đệ của Thánh Severinus ở Noricum được mời bởi một "phụ nữ Naples" để mang xác ông tới khu biệt thự vào năm 488, "vào chỗ ở của Augustulus, người không còn gì cả ". Căn biệt thự đã được chuyển đổi thành một tu viện trước năm 500 trở thành nơi lưu giữ tro cốt của vị thánh này.
Cassiodorus, một thư ký của vua Theodoric Đại đế, đã viết một bức thư cho Romulus vào năm 507 để xác nhận khoản trợ cấp. Thomas Hodgkin, một dịch giả chuyên phiên dịch các tác phẩm của Cassiodorus, viết vào năm 1886 cho rằng người tên Romulus trong bức thư chắc chắn có thể là vị hoàng đế cuối cùng của Đế chế Tây La Mã. Bức thư khá phù hợp với sự mô tả về cuộc đảo chính của Odoacer trong cuốn Valesianus Anonymus, và Romulus có thể đã sống cho tới đầu thế kỷ thứ sáu. Nhưng Cassiodorus không cung cấp bất kỳ thông tin chi tiết nào về người trao đổi thư từ hoặc số lượng và mẫu quy định cho tiền trợ cấp của ông, và theo Jordanes thì bản tóm tắt lịch sử thời kỳ này trong các tác phẩm ban đầu của Cassiodorus không có đề cập đến phần tiền trợ cấp.

### Vị Hoàng đế cuối cùng

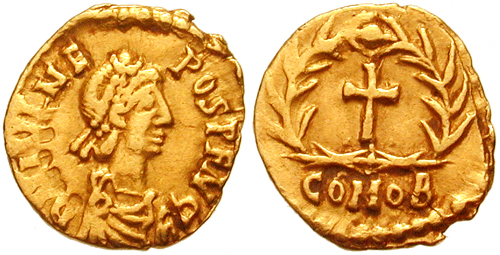
Hình Julius Nepos được khắc trên đồng tiền Tremissis bằng vàng.

Vì coi Romulus là kẻ cướp ngôi, nên Julius Nepos đã tuyên bố hợp pháp hóa chức danh hoàng đế khi Odoacer lên nắm quyền. Tuy nhiên một số tùy tùng và thuộc hạ cùng thời với ông đã sẵn sàng hỗ trợ sự nghiệp của Nepos khi ông này bỏ trốn sang Ý. Một số sử gia đánh giá Julius Nepos, vị hoàng đế từng cai trị Dalmatia cho tới khi bị giết vào năm 480 là vị Hoàng đế Tây La Mã hợp pháp cuối cùng.
Sau cuộc đảo chính của Odoacer, Viện nguyên lão đã gửi cho Zeno một bức thư, nói rằng "sự uy nghi của một vị vua có khả năng lan tỏa khắp nơi và bảo vệ cả phương Đông và phương Tây". Trong khi Zeno đáp lại Viện nguyên lão cho rằng Nepos là người cầm quyền tối cao duy nhất của họ, ông không nhấn mạnh đến điểm này và chấp nhận quyền trượng cùng hoàng bào do Viện nguyên lão mang đến.